# Кашаевка
Кашаевка — село в Пачелмском районе Пензенской области России. Входит в состав Черкасского сельсовета.

## География
Село находится в западной части Пензенской области, в пределах Приволжской возвышенности, в лесостепной зоне, на правом берегу реки Ноксы, на расстоянии примерно 22 километров (по прямой) к северо-западу от Пачелмы, административного центра района. Абсолютная высота — 178 метров над уровнем моря.

### Климат
Климат характеризуется как умеренно континентальный, с холодной продолжительной зимой и тёплым летом. Среднегодовая температура воздуха — 3,6 — 3,8 °C. Средняя температура воздуха самого тёплого месяца (июля) — 19 °C (абсолютный максимум — 39 °C); самого холодного (января) — −12 °C (абсолютный минимум — −49 °C). Вегетационный период длится 145 дней. Среднегодовое количество атмосферных осадков варьируется от 460 до 480 мм, из которых большая часть выпадает в тёплый период. Снежный покров устанавливается в конце ноября и держится в течение 150 дней.

### Часовой пояс
Село Кашаевка, как и вся Пензенская область, находится в часовой зоне МСК (московское время). Смещение применяемого времени относительно UTC составляет +3:00.

## Население
| 1796 | 1864 | 1877 | 1897 | 1911 | 1926  | 1930  |
| ---- | ---- | ---- | ---- | ---- | ----- | ----- |
| 800  | ↗872 | ↘743 | ↗834 | ↗913 | ↗1009 | ↗1086 |
| 1939 | 1959 | 1979 | 1989 | 1996 | 2002  | 2010  |
| ↘634 | ↗648 | ↘419 | ↘297 | ↘283 | ↘248  | ↘134  |

### Национальный состав
Согласно результатам переписи 2002 года, в национальной структуре населения русские составляли 93 % из 173 чел.